# Maryville (Illinois)
Maryville – wieś w Stanach Zjednoczonych, w stanie Illinois, w hrabstwie Madison.